# Grænseland - Angel-Svans og Jernved
Grænseland - Angel-Svans og Jernved er en dansk dokumentarfilm fra 1983 instrueret af Aksel Hald-Christensen.

## Handling
En turistfilm med fokus på naturen og de historiske steder omkring den dansk-tyske grænse og området ned til floden Ejderen i Sydslesvig (områderne Angel-Svans og Jernved).